# Джуно (округ)
Округ Джуно (англ. Juneau County) располагается в штате Висконсин, США. Официально образован в 1858 году. По состоянию на 2010 год, численность населения составляла 26 664 человека.

## География
По данным Бюро переписи США, общая площадь округа равняется 2082,362 км2, из которых 1986,532 км2 суша и 95,830 км2 или 4,600 % это водоёмы.

## Население
По данным переписи населения 2000 года в округе проживает 24 316 жителей в составе 9 696 домашних хозяйств и 6 699 семей. Плотность населения составляет 12,00 человек на км2. На территории округа насчитывается 12 370 жилых строений, при плотности застройки около 6,00-ти строений на км2. Расовый состав населения: белые — 96,61 %, афроамериканцы — 0,33 %, коренные американцы (индейцы) — 1,30 %, азиаты — 0,44 %, гавайцы — 0,02 %, представители других рас — 0,57 %, представители двух или более рас — 0,74 %. Испаноязычные составляли 1,43 % населения независимо от расы.
В составе 30,40 % из общего числа домашних хозяйств проживают дети в возрасте до 18 лет, 55,50 % домашних хозяйств представляют собой супружеские пары проживающие вместе, 8,80 % домашних хозяйств представляют собой одиноких женщин без супруга, 30,90 % домашних хозяйств не имеют отношения к семьям, 26,00 % домашних хозяйств состоят из одного человека, 12,30 % домашних хозяйств состоят из престарелых (65 лет и старше), проживающих в одиночестве. Средний размер домашнего хозяйства составляет 2,47 человека, и средний размер семьи 2,96 человека.
Возрастной состав округа: 25,40 % моложе 18 лет, 6,90 % от 18 до 24, 26,60 % от 25 до 44, 24,30 % от 45 до 64 и 24,30 % от 65 и старше. Средний возраст жителя округа 39 лет. На каждые 100 женщин приходится 100,10 мужчин. На каждые 100 женщин старше 18 лет приходится 97,40 мужчин.